# 미야코지촌
미야코지촌(都路村)은 후쿠시마현 다무라군에 설치되었던 촌이다. 2005년 3월 1일 미야코지촌 등 5개 정·촌이 합병하여 다무라시가 신설되고 폐지되었다. 미야코지는 다무라시의 지명이 되었다. 하마도리에 위치해 있지만 역사적으로 다무라씨가 옛부터 다스린 적이 있어서 복잡한 거리에 속한다.

## 역사
- 1889년 4월 1일 - 정촌제 시행으로 이와이자와촌・후루미치촌이 합병해 다무라촌이 성립하였다.
- 1970년 4월 1일 - 국도 288호선이 제정되었다.
- 1982년 4월 1일 - 국도 399호선이 제정되었다.
- 1989년 2월 28일 - 후쿠시마 정화조 의문사 사건이 발생하였다.
- 2005년 3월 1일 - 미야코지촌 및 다무라군의 후네히키정, 다키네정, 오고에정, 도키와정 등 5개 정·촌이 합병하여 다무라시가 신설되고, 미야코지촌 등은 폐지되었다.

## 교통

### 도로
- 일반국도
  - 국도 288호선
  - 국도 399호선